# Matthew Del Negro
Matthew Del Negro (* 2. August 1972 in Mount Kisco, New York) ist ein US-amerikanischer Schauspieler.

## Leben und Karriere
Matthew Del Negro wurde als jüngstes von drei Kindern in Mount Kisco geboren. Er schloss das Boston College erfolgreich ab und spielte während dieser Zeit Lacrosse.
Nach dem Abschluss studierte er Schauspiel und trat zunächst in Werbespots und Independentfilmen auf. Seit 1997 ist er als Schauspieler aktiv. Nach einigen Serienauftritten, wurde er 2002 in der Rolle des Brian Cammarata in der Serie Die Sopranos gecastet. Weitere wiederkehrende Rollen folgten in The West Wing – Im Zentrum der Macht und Beautiful People. In der Folge absolvierte er vor allem Gastauftritte in bekannten US-Serien, wie CSI: Miami, Parenthood, Good Wife, Criminal Minds, Rizzoli & Isles oder Navy CIS: L.A. Von 2013 bis 2017 war er als Rafael McCall in einer Nebenrolle in Teen Wolf zu sehen. Ein Jahr darauf übernahm er als Michael Ambruso eine Rolle in Scandal, die er ebenfalls bis 2017 darstellte. 
Zu seinen Filmauftritten zählen etwa Chelsea Walls, Ira & Abby, A Novel Romance, Don’t Mess with Texas, Schlafwandler oder Wind River. Auch Videospielfiguren, etwa in L.A. Noire und Mass Effect 3, lieh er bereits seine Stimme.
Seit 2002 ist er mit seiner Frau Deidre verheiratet.

## Filmografie (Auswahl)
- 1997: The North End
- 2000: The Doghouse
- 2001: Chelsea Walls
- 2002–2007: Die Sopranos (The Sopranos, Fernsehserie, 8 Episoden)
- 2004: Die himmlische Joan (Joan of Arcadia, Fernsehserie, Episode 1x17)
- 2004: Navy CIS (NCIS, Fernsehserie, Episode 1x16)
- 2005–2006: The West Wing – Im Zentrum der Macht (The West Wing, Fernsehserie, 16 Episoden)
- 2006: Las Vegas (Fernsehserie, Episode 3x15)
- 2006: Beautiful People (Fernsehserie, 8 Episoden)
- 2006: Ira & Abby
- 2007: Stargate Atlantis (Fernsehserie, Episode 3x17)
- 2007: CSI: Miami (Fernsehserie, 2 Episoden)
- 2008: Trailer Park of Terror
- 2009: Medium – Nichts bleibt verborgen (Medium Fernsehserie, Episode 5x08)
- 2009: Trauma (Fernsehserie, 2 Episoden)
- 2009–2010: Taras Welten (United States of Tara, Fernsehserie, 9 Episoden)
- 2010: Parenthood (Fernsehserie, 2 Episoden)
- 2011: Chase (Fernsehserie, Episode 1x15)
- 2011: A Novel Romance
- 2011–2013: Rizzoli & Isles (Fernsehserie, 4 Episoden)
- 2012: Ringer (Fernsehserie, 3 Episoden)
- 2012: The Client List (Fernsehserie, Episode 1x05)
- 2012: Good Wife (The Good Wife, Fernsehserie, Episode 4x01)
- 2012–2013: Chasing the Hill (Fernsehserie, 4 Episoden)
- 2013: Witches of East End (Fernsehserie, Episode 1x06)
- 2013: Saving Lincoln
- 2013: Criminal Minds (Fernsehserie, Episode 8x16)
- 2013–2016: Mistresses (Fernsehserie, 16 Episoden)
- 2013–2017: Teen Wolf (Fernsehserie, 19 Episoden)
- 2014: The Neighbors (Fernsehserie, Episode 2x13)
- 2014–2016: Navy CIS: L.A. (Fernsehserie, 4 Episoden)
- 2014–2017: Scandal (Fernsehserie, 16 Episoden)
- 2015: Chicago Fire (Fernsehserie, 2 Episoden)
- 2015: Miss Bodyguard – In High Heels auf der Flucht (Hot Pursuit)
- 2015: Madam Secretary (Fernsehserie, Episode 2x02)
- 2017: Wind River
- 2017: Schlafwandler (Sleepwalker)
- 2017: Dimension 404 (Fernsehserie, Episode 1x03)
- 2017: When We Rise (Fernsehserie, 2 Episoden)
- 2018: Goliath (Fernsehserie, 7 Episoden)
- seit 2019: City on a Hill (Fernsehserie)
- 2020: Magnum P.I. (Fernsehserie, Folge 2x13)
- 2022: The Watcher (Miniserie, Episode 1x04)
- 2023: LaRoy